# Лавроненко, Василий Фёдорович
Василий Фёдорович Лавроненко (26 февраля 1896, Белореченская — 22 июня 1977, Белореченск) — советский железнодорожник.

## Биография
Родился 26 февраля 1896 года в станице Белореченская. Окончил два класса церковно-приходской школы. Учился в кустарной столярной мастерской. В 1914 году начал работать учеником слесаря в мастерской паровозного депо на железнодорожной станции Белореченская. В августе 1918 года при отступлении депо к Армавиру вступил в Красную Армию, записавшись добровольцем в кавалерийский отряд Кочергина, сражался против Белой гвардии. По окончании Гражданской войны вернулся на работу в депо станции Белореченская, где был слесарем. Когда 5 мая 1920 года на станции при комсомольской ячейке был организован духовой оркестр, стал его руководителем.
Став командиром части особого назначения железнодорожного узла, неоднократно по тревоге выезжал на борьбу с бандами бело-зелёных. В конце 1920-х годов, будучи уже помощником машиниста, был направлен на село в числе двадцатипятитысячников. В начале 1930-х годов занимал должность председателя в Новоалексеевском сельском совете. Окончил профсоюзные курсы в городе Ростове, после чего получил назначение на должность председателя месткома в Тихорецком депо.
Во время Великой Отечественной войны, будучи уже опытным машинистом, водил поезда по Северо-Кавказской железной дороге в объезд Каспийского моря от Баку до Красноводска. В 1943 году, когда Кубань была освобождена, возвратился в Белореченскую, где участвовал в восстановлении паровозного депо.
После выхода на пенсию совместно с другими ветеранами занимался военно-патриотическим воспитанием подрастающего поколения на базе клуба революционной, боевой и трудовой славы, уделяя особое внимание работе с трудными подростками. Несколько сроков подряд избирался народным заседателем Белореченского районного суда.
Последние годы жизни жил в Белореченске в доме № 59 на улице Набережной. Умер 22 июня 1977 года.

## Семья
- Отец — Фёдор Иванович Лавроненко (1851—19??), переселился в станицу Белореченская в 1880 году. Кузнец. Дочерей грамоте не обучал, при достижении ими совершеннолетия готовил приданое и выдавал замуж. Умер после тяжёлой болезни, когда Василию было 14 лет.
- Мать — Галина (Гарпина) Карповна Лавроненко (1860—19??).
- Сестра — Марфа, вышла замуж за Василия Колесникова, с которым и переехала в Уссурийский край.
- Сестра — Варвара, была выдана родителями замуж за мастера-столяра Николая Литовченко.
- Сестра — Евдокия (Дуня старшая), вышла замуж за белореченского промышленника Ивана Степановича Стоянова.
- Сестра — Евдокия (Дуня младшая), вышла замуж за Петра Семиошко.
- Сестра — София.
- Дочь — Людмила Васильевна Обозная, жила в Белореченске на улице Набережной.

## Награды
- 1951 — Орден Ленина — за отличные трудовые успехи и воспитание нового поколения железнодорожников
- 1967 — Орден Красной Звезды — за активное участие в Великой Октябрьской социалистической революции, гражданской войне и борьбе за установление Советской власти
- 1946 — Медаль «За доблестный труд в Великой Отечественной войне 1941—1945 гг.»
- Медаль «Ветеран труда»
- «Отличный паровозник» — награда Министерства путей сообщения СССР
- «Почётный железнодорожник»
- «Ударник коммунистического труда» — награда Министерства путей сообщения СССР